# Friedrich Spanheim le Jeune
Pour les articles homonymes, voir Spanheim.
Friedrich Spanheim le Jeune, né à Genève le 1er mai 1632 et mort à Leyde le 18 mai 1701, est un théologien et historien hollandais.

## Biographie
Fils du théologien Friedrich Spanheim l'Ancien et de Catherine du Port, Frédéric étudie la théologie à l'université de Leyde où il obtient son doctorat. En 1655, il répond à une demande de l'université de Heidelberg en vue de l'aider dans sa réorganisation. Il y devient un grand professeur de théologie, mais revient à Leyde en 1670. Il y enseigne la théologie la première année, puis l'année suivante s'oriente vers l'histoire ecclésiastique ou histoire sacrée. Il est nommé bibliothécaire en 1674, puis quatre fois recteur de l'université de Leyde. Il est aussi professeur principal à partir de 1684.

## Œuvres
Les résultats de son activité théologique et historique, qui est colossale, sont rassemblés dans son Opera en trois volumes in folio, publiés à Leyde de 1701 à 1703. Ils comprennent des travaux historiques avec une histoire ecclésiastique, mais aussi de l'exégèse et de la dogmatique, à quoi il faut ajouter des œuvres polémiques contre l'arminianisme, le cartésianisme, le coccéianisme et les jésuites, qu'il attaqua aussi dans son De novissimis circa res sacras in Belgio dissidiis epistola (Leyde, 1677). Conservateur en matière de théologie, il s'opposa aux novatores.
Ses commentaires sur Job ont été particulièrement appréciés. Il publia aussi une Brevis Introductio ad historiam utriusque Testamenti (1694) et un grand nombre de sermons.